# Earias limonia
Earias limonia är en fjärilsart som beskrevs av Edward Meyrick 1902. Earias limonia ingår i släktet Earias och familjen trågspinnare. Inga underarter finns listade i Catalogue of Life.